# EN 60601-2-1
Die EN 60601-2-1 mit dem Titel „Medizinische elektrische Geräte – Teil 2-1: Besondere Festlegungen für die Sicherheit von Elektronenbeschleunigern im Bereich von 1 MeV bis 50 MeV“ ist Teil der Normenreihe EN 60601.
Herausgeber der DIN-Norm DIN EN 60601-2-1 ist das Deutsche Institut für Normung.
Die Norm basiert auf der internationalen Fassung IEC 60601-2-1. Im Rahmen des VDE-Normenwerks ist die Norm als VDE 0750-2-1 klassifiziert, siehe DIN-VDE-Normen Teil 7.
Diese Ergänzungsnorm regelt allgemeine Festlegungen für die Sicherheit, Prüfungen und Richtlinien für Elektronenbeschleuniger im Bereich von 1 MeV bis 50 MeV.

## Gültigkeit
Die deutsche Ausgabe 12.2003 ist ab 6.2005 als Deutsche Norm angenommen.
- Im Juli 2008 wurde ein neuer Entwurf veröffentlicht.
- Die aktuelle Fassung (12.2003) ist korrespondierend mit der 2. Ausgabe der DIN EN 60601-1 anzuwenden.
- Der Entwurf vom 7.2008 ist korrespondierend zur 3. Ausgabe der DIN EN 60601-1 anzuwenden.

## Anwendungsbereich
Die besonderen Anforderungen, einschließlich der Typenprüfungen und Abnahmeprüfungen beziehen sich auf die Herstellung und einige Aspekte der Installation von Elektronenbeschleunigern,
- die für die humanmedizinische Strahlenmedizin vorgesehen sind, einschließlich solcher, bei denen die Vorwahl und Anzeige von Betriebsparametern von programmierbaren elektronischen Subsystemen (PESS) automatisch gesteuert werden können,
- die im Normalzustand (NC) und bei bestimmungsgemäßem Gebrauch ein Nutzstrahlbündel (Röntgenstrahlung und/oder Elektronenstrahlung) erzeugen mit
  - einer Nennenergie im Bereich von 1 MeV bis 50 MeV,
  - maximalen Energiedosisleistung zwischen 0,001 Gys-1 und 1 Gys-1 in 1 m Abstand von der Strahlungsquelle,
  - normalen Bestrahlungsabständen (NTD) zwischen 0,5 m und 2 m von der Strahlungsquelle

und die vorgesehen sind
- für den bestimmungsgemäßen Gebrauch durch Anwender, die unter Aufsicht einer entsprechend befugten oder qualifizierten Person tätig werden, und die erforderlichen Fertigkeiten für eine bestimmte medizinische Anwendung und festgelegte klinische Aufgaben besitzen, z. B. für Stehfeldbestrahlungen oder Bewegungsbestrahlungen
- für Wartungen entsprechend den in der Gebrauchsanweisung gegebenen Empfehlungen,
- für regelmäßige Qualitätssicherungsmaßnahmen und Kalibrierungsüberprüfungen, die von einer qualifizierten Person durchgeführt werden,
- für eine Verwendung unter Umweltbedingungen und Bedingungen für die elektrische Versorgung, wie sie in der technischen Beschreibung spezifiziert sind.

## Zusatzinformation
Folgende geänderte Anforderungen sind in der EN 60601-2-1 enthalten (Auszug):
- Sicherheit bewegter Teile
- Mechanische Festigkeit (u. a. Patientenlagerung)
- Schutz vor gefährlichen Ausgangswerten (Strahlung)
- Strahlungsstärke